# Patricia Grace

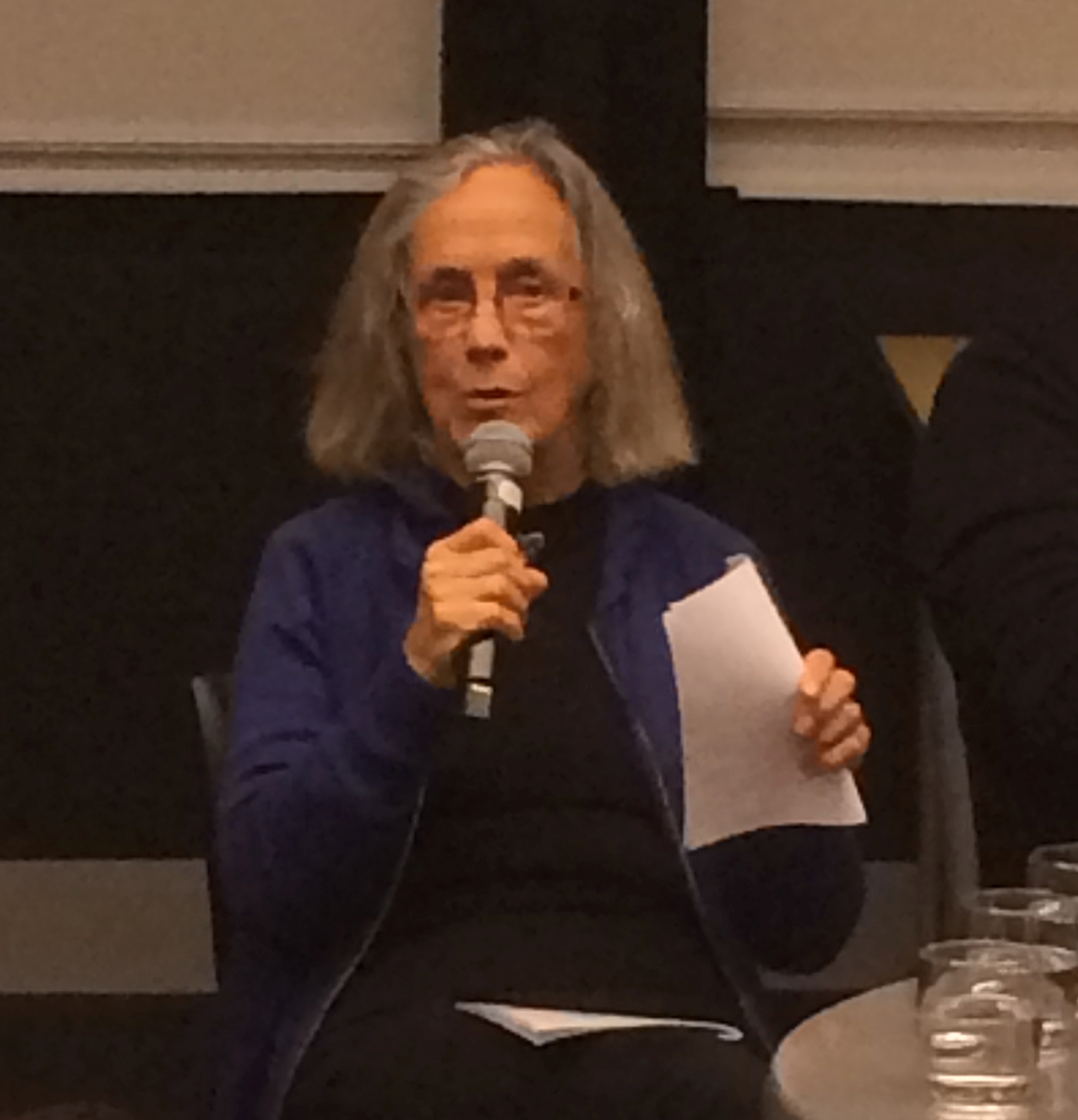
Patricia Grace

Dame Patricia Frances Grace, DNZM (* 17. August 1937 in Wellington) ist eine neuseeländische Autorin der Māori-Renaissance.

## Biografie
Patricia Grace erlangte breite Anerkennung als Schlüsselfigur der Māori-Literatur in englischer Sprache. Sie stammt von den Iwi Ngāti Raukawa, Ngāti Toa und Te Ati Awa ab. Durch ihre Ehe ist sie auch mit den Ngāti Porou verbunden. Grace wuchs in Wellington auf und besuchte dort katholische Schulen. In ihrer Freizeit besuchte sie oft ihre Verwandten, die auf traditionellem Stammesland leben. Dort lernte sie die traditionellen Legenden und Mythen der Māori kennen, welche sie später in ihrer Literatur verarbeitete. Seit 1970 lebt sie mit ihrer Familie selber auf Stammesland der Māori in Plimmerton in der Nähe von Wellington.
Patricia Grace ist Lehrerin und Mutter von sieben Kindern. In den 1960er und 1970er Jahren begann sie, ihre Kurzgeschichten in Magazinen und Zeitschriften zu veröffentlichen. Anfangs veröffentlichte sie unter anderem in Te Ao Hou, Landfall und Islands.
1975 ging sie in die Geschichte der neuseeländischen Literatur ein, als sie als erste Māori-Schriftstellerin eine Kurzgeschichtensammlung namens Waiariki veröffentlichte. Im Jahre 1994 erhielt Patricia Grace für ihr Buch „Potiki“ den LiBeraturpreis. Neben ihren Kurzgeschichten und Romanen veröffentlichte sie unter anderem Kinderbücher in der Sprache der Māori. Mit dieser Tätigkeit unterstützt sie die Anstrengungen, diese Sprache lebendig zu halten.

## Werke

### Romane
- Mutuwhenua (1978) – PEN / Hubert Church Award for the Best First Book of Fiction
- Potiki (1986), Nachdruck: University of Hawai'i Press, Honolulu 2006, ISBN 0-8248-1706-0
  - deutsch: Potiki, übersetzt von Helmi Martini-Honus, Unionsverlag, Zürich 2005 ISBN 3-293-20342-6
- Cousins (1992)
  - deutsch: Drei Cousinen, übersetzt von Helmi Martini-Honus und Jürgen Martini, Unionsverlag, Zürich 2005 ISBN 3-293-20342-6
- Baby No-eyes (1998)
  - deutsch: Anapuke, Berg der Ahnen, übersetzt von Helmi Martini-Honus und Jürgen Martini, Unionsverlag, Zürich (2003), ISBN 3-293-00317-6
- Dogside Story, University of Hawai'i Press, Honolulu (2001), ISBN 0-8248-2584-5
- Tu, Penguin Books, Auckland (2004), ISBN 0-14-301920-1. Für diesen Roman erhielt Patricia Grace 2005 einen der

New Zealand Book Awards.

### Kurzgeschichtensammlungen
- Waiariki (1975)
- The Dream Sleepers (1980)
- Electric City and other Stories (1987)
- Selected Stories (1991)
- The Sky People, Penguin Books, Auckland (1994), ISBN 0-14-023780-1
  - Eine der Kurzgeschichten ist 1998, übersetzt von Rainer Arnold, unter dem Titel So eine Art zu reden in der Sammlung Mohnblumen auf schwarzem Filz im Unionsverlag, Zürich, ISBN 3-293-20108-3, erschienen.
- Small holes in the silence. Short Stories, Penguin Books, Auckland (2006), ISBN 0-14-302099-4

### Kinderbücher
- The Kuia and the Spider (1981)
- Watercress Tuna and the Children of Champion Street (1984)

## Ehrungen
- Prime Minister’s Awards for Literary Achievement 2006, Kategorie „Fiction“
- LiBeraturpreis 1994, für Buch „Potiki“
- Neustadt International Prize for Literature 2008
- Mitglied der American Academy of Arts and Sciences 2023